# Abudushalamu Abudurexiti
Abudurexiti Abudushalamu (阿不都沙拉木 阿不都热西提S, Ābùdōushālāmù ĀbùdōurèxītíP; Xinxiang, 20 maggio 1996) è un cestista cinese di etnia Uiguri.

## Carriera
Con la Cina ha disputato i Campionati mondiali del 2019.